# Информатор (фильм, 1963)
«Информатор» (нем. Der Zinker, фр. L’Énigme du serpent noir) — художественный фильм совместного производства ФРГ и Франции, режиссёра Альфреда Форера. Основан на сценарии Эдгара Уоллеса с оригинальным названием «Доносчик» (англ. The Squeaker). Выпущен киностудией Rialto Film совместно с Les Films Jacques Willemetz в 1963.

## Сюжет
В течение многих лет «Цинкер» (информатор) злил преступный мир Лондона. Когда нужно спрятать украденные товары, он сообщает, что выкупит их по заниженным ценам. Если воры не принимают его предложение, он раскрывает их Скотланд-Ярду. Ларри Грим, уголовный судья, устроил ловушку для незнакомца, и таким образом узнаёт его личность. Незадолго до того, как он может предать «цинкового человека», его убивают ядом чёрной мамбы. Расследующий дело инспектор уголовного розыска Элфорд выходит на миссис Малфорд, владелицу зоомагазина, и его менеджера Фрэнка Саттона, потому что незадолго до этого там была украдена чёрная мамба. Племянница миссис Малфорд Берил, писатель-криминалист, и Джошуа Харрас, криминальный репортёр, также заинтересованы в этом деле. Преступный мир в лице брата Ларри Грима, которого зовут «Лорд», жаждет мести. В конце концов, Фрэнк Саттон разоблачается как «Цинкер», но его застрелил его же сумасшедший партнёр Кришна Джефферсон.

## В ролях
- Хайнц Драхе[фр.]
- Барбара Рюттинг[исп.]
- Гюнтер Пфицманн[нидерл.]
- Эдди Арент
- Клаус Кински